# 外語ビジネス専門学校
外語ビジネス専門学校は、語学ビジネス系専門学校。
英語表記は"College of Business and Communication"

## 沿革
- 1947年 - 我妻幸子が立川・青梅に英語教室を開校。川崎市より土地を借り受け、市民の語学教育のための学校開設準備を行う
- 1948年 - 川崎市の後援・認可により川崎市民米語学校として設立
- 1959年 - 川崎英語学校と改称
- 1960年 - 学校用地が川崎市より払い下げとなる
- 1961年 - 城南予備校を設立して教育を多角化
- 1974年 - 別館完成
- 1982年 - 外語ビジネス専門学校と改称。城南予備校を株式会社城南進学研究社による運営へ移行
- 1983年 - 専修学校として認可
- 1984年 - 国際館を新築
- 1991年 - PAL館を新築
- 2003年 - 国際館屋上にルーフガーデンを設置
- 2013年 - 単位制を導入し、半期卒業を可能とする。大学・短期大学卒業者向けの研究科に10月入学を許可
- 2014年 - PAL館に日本伝統文化理解・マナー研修のための和室を設置

## 設置学科
2021年度の学科構成
- 国際ビジネス学科（昼間部2年制）
  - 貿易・航空ビジネスコース
  - 英語コミュニケーションコース
- ホテルブライダル観光学科（昼間部2年制）
- グローバルICT学科（学科内のコースは入学後に選択）（昼間部2年制）
  - 英文メディアデザインコース
  - グローバルエンジニアコース
  - 専門留学・大学編入コース
- 国際ICT・観光学科（昼間部4年制）
- 国際ビジネス研究科（昼間部1年制）
  - 貿易ビジネスコース
  - 英語資格コース
  - ICT観光コース
- 英語ビジネス学科（夜間部2年制）
  - 貿易実践コース
  - 英語・ICTコース
- 日本語学科（1年制）
  - 午前開講コース
  - 午後開講コース
- 日本語研究科（1年制）
- ビジネス日本語学科（2年制）

2021年度以前の学科構成
- 国際ビジネス学科 (2年制)
  - 貿易・航空ビジネスコース
  - 英語コミュニケーションコース
- グローバルICT学科 (2年制)
  - 英文メディアデザインコース
  - グローバルエンジニアコース
  - 専門留学・大学編入コース
- ホテルブライダル観光学科 (2年制)
- 英語ビジネス学科 (2年制)
  - 英語・ICTコース
  - 貿易実践コース
- ビジネス日本語学科 (2年制)
- 国際ビジネス研究科 (1年制)
- グローバルICT研究科 (1年制)
- 日本語学科 (1年制)
- 日本語研究科 (1年制)

グローバルICT学科、英語ビジネス学科は2013年度より首都圏初の「単位制学科」となっている。
2014年度より国際ビジネス学科、ホテルブライダル観光学科についても単位制となる。

## 所在地
- 神奈川県川崎市川崎区駅前本町22-1